# Agricultura indígena na Amazônia
Agricultura indígena na Amazônia é um modo de cultivo que envolve costumes dos Indígenas do Amazonas no cultivo de várias ervas medicinais a outros produtos de fruteiras, como o abiu (Poutaria caimito), pupunha (Bact4ris gasipaes), ingá (Inga spp.), cucura (Porouma cecropiaefolla). Os indígenas são os precursores da implantação de sistemas agroflorestais na Amazônia, inclusive sendo citados como os responsáveis pelo adensamento de espécies como a castanha-do-pará, cacaueiro e diversas espécies de palmeiras, em diferentes sítios da região.
De acordo com o Greenpeace Brasil, estudos científicas mostram que os povos indígenas da região Amazônica pré-colombiana (anterior a chegada Cristovão colombo e os europeus) adaptaram o meio ambiente com técnicas agrícolas. Desenvolvendo técnicas como a “terra preta” (atualmente chamado "terra preta de índio"), onde o solo naturalmente pobre de uma região era enriquecido artificialmente usando um solo fértil e possivelmente antropogênico/antrópico, permitindo a agricultura intensiva. A criação deste tipo de solo/terra possui três hipóteses: ou são de cinzas vulcânicas dos Andes que chegaram à região; ou é o material orgânico acumulado de lagos durante o período terciário (sedimentação); ou é uma ação antrópica, um solo que seria resultado da ação humana, com a combinação de carvão vegetal, cerâmica e, matéria orgânica de vegetal e animal. Áreas de habitação, devido a alta concentração de carvão pirogênico (biochar) e observações frequentes de depósitos da fabricação de cerâmicas pré-colombianos.
As plantações em capoeiras eram esporádicas, formando uma espécie de arquipélago manejado, envolvido por um mar de vegetação, em que a manipulação era menos intensa. Os indígenas realizavam as queimadas do cerrado, geralmente durante a seca, com o propósito de espantar a caça de seus esconderijos e também atrair os veados que vinham lamber as cinzas e comer os brotos novos de grama. Hoje, esta prática é realizada pelos criadores de gado, para queimar a forragem nativa lignificada, contando com as novas brotações da pastagem para a alimentação do rebanho. O problema é que o fogo não é mais controlado, de modo como faziam os indígenas no passado.
Os Kayapós tinham papel ativo na formação da "ilha" de vegetação de cerrado. Pilhas de adubo composto eram preparadas com serrapilheira, que depois de apodrecerem eram batidas com paus. O material assim macerado era subsequentemente levado a um lugar específico no campo e amontoado no chão. O indígena geralmente procuravam pequenas depressões, que mais provavelmente retinham água durante as chuvas. Após encher essas depressões com o adubo composto, os índios adicionavam material orgânico de diversos montículos de uma espécie de cupim chamada rorote (Nasutitermes sp.).